# Municipio de Delhi (Minnesota)
El municipio de Delhi (en inglés: Delhi Township) es un municipio ubicado en el condado de Redwood en el estado estadounidense de Minnesota. En el año 2010 tenía una población de 293 habitantes y una densidad poblacional de 3,41 personas por km².

## Geografía
El municipio de Delhi se encuentra ubicado en las coordenadas 44°35′17″N 95°11′14″O / 44.58806, -95.18722. Según la Oficina del Censo de los Estados Unidos, el municipio tiene una superficie total de 85.92 km², de la cual 85,24 km² corresponden a tierra firme y (0,79 %) 0,68 km² es agua.

## Demografía
Según el censo de 2010, había 293 personas residiendo en el municipio de Delhi. La densidad de población era de 3,41 hab./km². De los 293 habitantes, el municipio de Delhi estaba compuesto por el 97,27 % blancos, el 2,39 % eran amerindios y el 0,34 % eran de una mezcla de razas. Del total de la población el 0,34 % eran hispanos o latinos de cualquier raza.